# Cessna 195

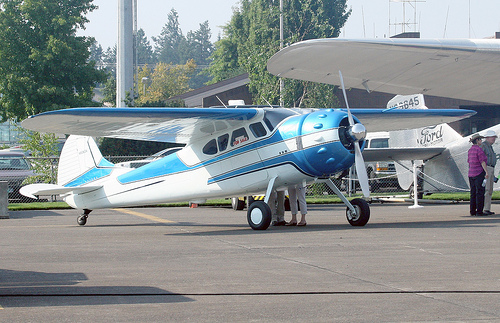

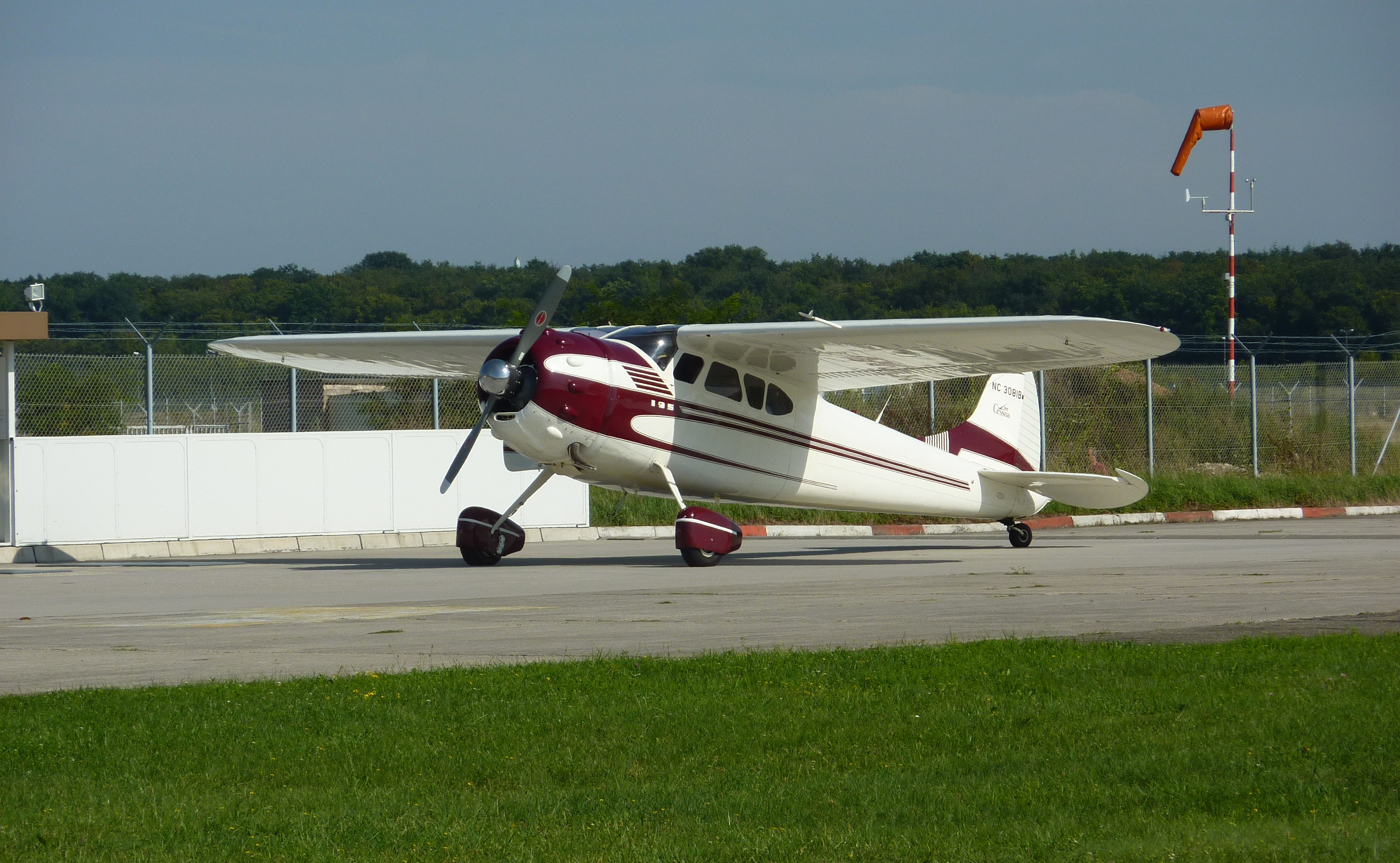

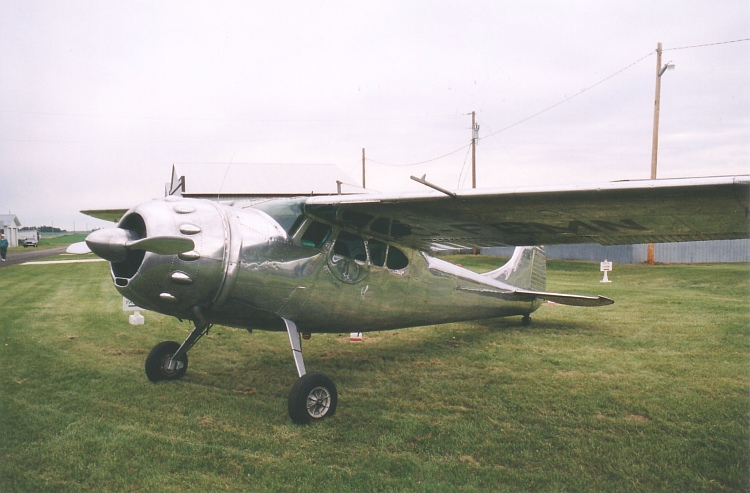
Cessna 195 z roku 1949

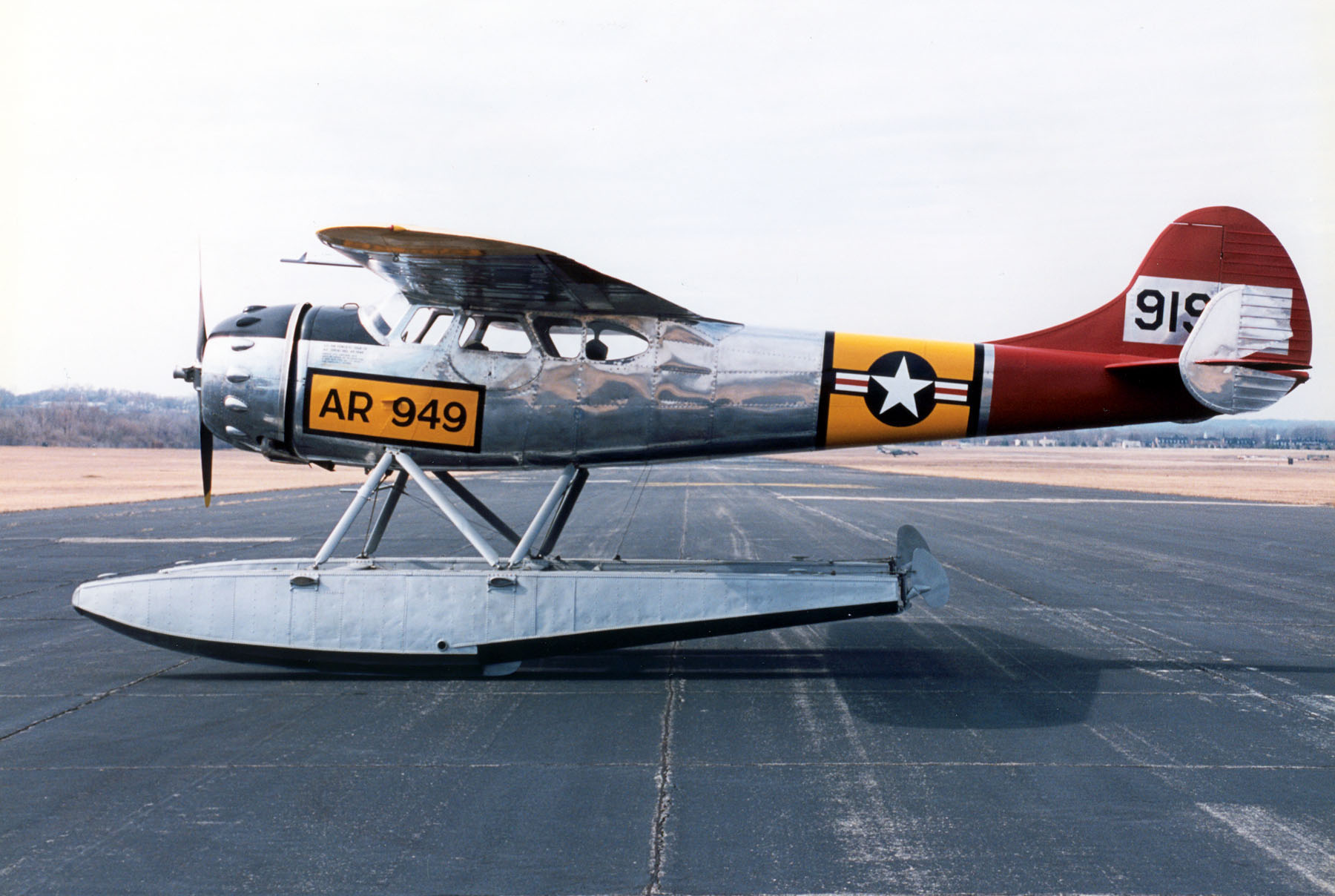
Wersja wojskowa wyposażona w pływaki

Cessna 195 i 190, oferowana pod nazwą Businessliner, jest jednosilnikowym górnopłatem firmy Cessna.

## Rozwój
Cessny 190 i 195 były jedynymi modelami produkowanymi przez Cessnę po drugiej wojnie światowej, wyposażonymi w silniki gwiazdowe. Model 195 był pierwszym modelem Cessny wykonanym całkowicie z aluminium, podobnie jak przedwojenna Cessna 165, na której jest oparty. Istotną różnicą w konstrukcji skrzydła jest zastosowany obrys trapezowy na całej rozpiętości płata i brak wzniosu. Zastosowano profil NACA 2412 który został użyty później również w modelach 150, 172 i 182. Z powodu zastosowania dużego silnika gwiazdowego, uzyskano znacznie szerszy kadłub niż w modelach z silnikami w układzie 'bokser'. W rezultacie zastosowano układ dwóch siedzeń z przodu kabiny oraz ławki mieszczącej trzech pasażerów w tylnej części kabiny.
Modele 190 i 195 są znane z wysokiego zużycia oleju, rzędu 2 litrów na godzinę lotu. W celu zapewnienia odpowiedniego zapasu, na płatowcu zabudowano zbiornik oleju o pojemności 19 litrów.
Cessna 195 osiąga prędkość przelotową 278 km/h (150 węzłów) przy pięciu osobach na pokładzie, i spala 60 litrów paliwa na godzinę lotu.
Pierwotnie, w roku 1947, Cessnę 190 oferowano w cenie 12 750 USD. Pod koniec produkcji koszt zakupu modelu 195B wynosił już 24 700 USD, dla porównania dwumiejscowa Cessna 140 kosztowała wtedy 3 495 USD.

## Produkcja
Spośród 1180 wyprodukowanych modeli 190, 195, 195A i 195B, w roku 2008 nadal zarejestrowanych było :
- 108 szt. modeli 190
- 282 szt. modeli 195 
- 157 szt. modeli 195A
- 136 szt. modeli 195B

## Warianty
Główną różnicą pomiędzy poszczególnymi wersjami był zastosowany silnik.

### 190
Napędzany silnikiem Continental W670-23 o mocy 240 KM, uzyskał certyfikat typu 1 czerwca 1947.

### 195
Napędzany silnikiem Jacobs R-755-A2 o mocy 300 KM, uzyskał certyfikat typu 1 lipca 1947.

### 195A
Napędzany silnikiem Jacobs L-4MB (R-755-9) o mocy 245 KM, uzyskał certyfikat typu 6 stycznia 1950.

### 195B
Napędzany silnikiem Jacobs R-755B2 o mocy 275 KM, uzyskał certyfikat typu 30 marca 1952. Ponadto w modelu 195B zastosowano klapy o powierzchni 50% większej niż w poprzednich modelach.

### LC-126A
Wersja wojskowa produkowana dla lotnictwa Stanów Zjednoczonych

### U-20A
Oznaczenie modeli LC-126A używane po roku 1962